# Bob Stookey
Bob Stookey es un personaje ficticio de la serie de cómics The Walking Dead y en la serie de televisión del mismo nombre, donde es interpretado por Lawrence Gilliard Jr. Creado por Robert Kirkman y los artistas Charlie Adlard y Cliff Rathburn, el personaje hizo su debut en "The Walking Dead" #29 en junio de 2006. Bob es un ex Médico de combate es un hombre borracho, que reside en la comunidad de Woodbury, Georgia. Aunque es un personaje secundario en los cómics, Bob es notable por salvar la vida de  El Gobernador, quien fue severamente mutilado por Michonne. Sus orígenes se exploran en la novela complementaria "The Walking Dead: The Road to Woodbury", escrita por Kirkman y Jay Bonansinga.
En la serie de televisión, Bob es presentado en la cuarta temporada como un sobreviviente que vive entre la comunidad en la prisión. Al igual que con su contraparte del cómic, Bob es un exmédico del ejército que lucha contra el alcoholismo. También está lidiando con la depresión de perder personas a su alrededor, pero después de la caída de la prisión se involucra románticamente con Sasha y desarrolla una mentalidad más optimista, que trata de convencer Rick para tener también.

## Historia
En los cómics, Bob Stookey es un estadounidense de raza blanca de 49 años. Trece años antes de la serie, Bob se desempeñó como médico del ejército durante aproximadamente dos semanas.[cita requerida]
Bob es un borracho de la ciudad local de Woodbury y se lo ve por primera vez brevemente fuera de la casa del Gobernador, donde el Gobernador expresa su preocupación de que Bob no está comiendo lo suficiente y le dice que compre algo de comida.[cita requerida] El rol menor de Bob se expande significativamente cuando salva la vida del Gobernador. Gabe y Bruce Cooper le piden que salve al Gobernador cuando Alice y el Dr. Stevens, los únicos profesionales médicos de la ciudad, huyen y Michonne tortura al Gobernador casi hasta la muerte.[cita requerida] Al principio Bob se asusta y duda de que puede salvar al Gobernador después de ver lo que queda de su cuerpo, pero se las arregla para reponerse y se pone a trabajar para salvar la vida del Gobernador.[cita requerida] Después de una lenta recuperación, el Gobernador le pide personalmente a Bob que vigile a su caminante Hija hasta que el ejército de Woodbury regresa de matar a los sobrevivientes de la prisión.[cita requerida] El Gobernador muere en el asalto y aunque el destino de Bob nunca se revela en los cómics, se explica en las novelas.[cita requerida]

## Novelas
Bob aparece en The Walking Dead: The Road to Woodbury y The Walking Dead: The Fall of the Governor que se enlaza a los cómics.

## Adaptación de TV

### Biografía del personaje de ficción

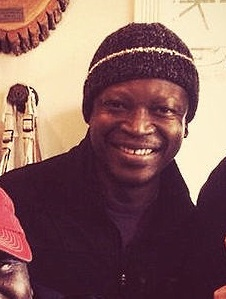
Lawrence Gilliard Jr. interpretó a Bob Stookey durante la cuarta y la quinta temporada en la serie televisiva.

Bob era un médico del ejército que ha estado con otros dos grupos de sobrevivientes, pero fueron asesinados mientras él escapaba y la soledad lo dejó deprimido.

#### Temporada 4
Daryl encuentra a Bob alrededor de una semana antes del inicio de la cuarta temporada. Bob ha visto que las cosas se ponen mal "una y otra vez" y terminar en la prisión segura no ha sacudido esas experiencias de él.
Bob apareció por primera vez en el estreno de la temporada "30 Days Without an Accident", donde se revela que fue un sobreviviente que fue rescatado recientemente por Daryl, quien lo lleva a vivir con el gran Comunidad en la cárcel. Después de haber estado en la prisión durante una semana, Bob pronto siente que debería comenzar a "bajar de peso" y se ofrece como voluntario para una carrera de comida dirigida por Daryl. El grupo del tesoro logra ingresar a un centro comercial Big Sp!t shopping centre, donde Bob se dirige directamente al licor. Él contempla esconder una botella en su chaqueta para que los demás no se den cuenta pero coloca la botella en el estante—y en el proceso hace que la plataforma se derrumbe y se caiga, sujetando a Bob en el suelo y atrayendo a los caminantes. Pide ayuda, y el resto del grupo lo salva, pero un joven, Zach, pierde su vida salvándolo. En el siguiente episodio  "Infected", cuando una gripe mortal comienza a infectar a muchos habitantes, Bob ayuda a luchar contra los miembros del grupo que habían sucumbido a la gripe y se convirtieron en caminantes. En el episodio "Isolation", Bob se ofrece como voluntario para acompañar al grupo liderado por Daryl e incluyendo Tyreese y Michonne para conseguir la medicina en un colegio de veterinarios, pero El grupo se ve obligado a abandonar su automóvil a lo largo de la carretera cuando están rodeados de caminantes. En el episodio "Indifference", Bob le cuenta a Daryl su pasado: fue el último sobreviviente de sus dos grupos anteriores, y se bebería para dormir para aliviar el dolor. También admite que fue responsable de la muerte de Zach, pero Daryl lo rechaza y reafirma su lugar en el grupo. En la universidad, el grupo logra recuperar la medicina, sin embargo, se revela que Bob solo tomó una botella de licor que encontró. Habiendo perdido su confianza en él, Daryl amenaza con darle una paliza si bebe antes de que el medicamento se administre a los enfermos. En el episodio "Internment", cuando el grupo regresa a la prisión, Bob ayuda a administrar la medicina a los habitantes sobrevivientes. En el final de mitad de temporada "Too Far Gone",Gobernador ataca la prisión, y Bob participa en la defensa de la prisión ; el ataque del Gobernador causa suficiente daño a la prisión para que el grupo se vea obligado a abandonarlo y dispersarse en medio del caos del ataque.
Como se muestra en el episodio "Inmates", Bob se divide en un grupo con Sasha y Maggie. En el episodio "Alone", Luego de pasar días sobreviviendo a la intemperie, el pequeño grupo logró encontrar un cartel que indicaba la existencia de un santuario de sobrevivientes denominado Terminus y rápidamente Bob reconoció el lugar como aquel que había escuchado en la misteriosa señal de radio. Pese a las advertencias de una escéptica Sasha, el trío decidió marchar hacia el santuario con la esperanza de que Glenn y sus otros compañeros hicieran lo mismo en caso de continuar con vida, pero por el camino Maggie abandonó el grupo tras oír a sus compañeros hablar sobre lo mucho que se estaban arriesgando por ella. Mientras seguían los rastros dejados por su desaparecida amiga, la creciente atracción que empezaba a surgir ente Bob y Sasha se hizo más evidente hasta que finalmente el hombre besó sorpresivamente a la chica cuando ésta trató de convencerlo de dirigirse a unos edificios que habían encontrado en lugar de seguir buscando a Maggie y le dejó saber así sus sentimientos. Eventualmente el trío logró reagruparse y arreglar sus diferencias, y tras un cálido reencuentro continuaron la marcha hacia el santuario.  En el episodio "Us", en su camino hacia Terminus, son vistos por Eugene, Rosita y Abraham que esperaban en una camioneta en el otro lado del túnel del tren donde emergerían Glenn y  Tara, según el cálculo de Eugene. Los tres se unieron a Eugene, Rosita y Abraham, ayudando a matar a una manada de caminantes que rápidamente rodeaban a Glenn y Tara. Hacia adelante, encuentran a Terminus donde son recibidos por Mary, una residente, que está cocinando una barbacoa. Sin embargo, en el final de temporada "A" se muestra que los suministros de Bob y sus amigos son robados por los residentes de Terminus, debido a que Rick, se percata de este hecho y solo se ven en los momentos finales del episodio, cuando Gareth fuerza a Rick, Carl, Michonne y Daryl dentro del vagón donde están encerrados junto con Bob, Maggie, Glenn, Sasha, Eugene, Rosita, Tara y Abraham dentro después del tiroteo en Terminus.

#### Temporada 5
En el episodio "No Sanctuary", Bob es llevado con Rick, Daryl y Glenn a un matadero donde atestiguan impotentemente a los carniceros de Gareth matando a otras cuatro personas. Antes de que los carniceros puedan matar a Glenn, Gaareth llega y los distrae y Bob intenta razonar con Gareth diciéndole sobre la aparente cura de Eugene, pero Gareth no le cree. Antes de que la masacre pueda reanudar una explosión causada por Carol los distrae nuevamente a Gareth y sus hombres. Rick se las arregla en escapar y mata a los carniceros y él, Bob, Glenn y Daryl luchan por los otros y el grupo sale de Terminus donde se reúnen con Carol, Tyreese y Judith. En el episodio "Strangers", Bob y los otros sobrevivientes encuentran y rescatan al Padre Gabriel y se refugian en su iglesia que esta cerca de donde lo rescataron. Mientras se dirigen a un banco de alimentos local con Rick, Gabriel, Michonne y Sasha, Bob es lanzado bajo el agua por un caminante en el sótano inundado, pero es rescatado. También habla con Rick y le dice que acepte la propuesta de Abraham de ir a Washington D. C. y ellos discuten la naturaleza del estado del mundo. Bob le dice que un día encontrarán un lugar como antes, pero si se entregan al estado del mundo, no podrán adaptarse, pero Rick dice que el mundo ahora es el mundo real, pero Bob no está de acuerdo y dice que es una pesadilla. Las pesadillas terminan, y le dice a Rick que siempre tenga presente quién es él. Mientras buscaban suministros en el sótano inundado de un banco de comida, Bob ayudó a eliminar a los caminantes que merodeaban por el lugar pero repentinamente fue jalado por una criatura que permanecía oculta bajo el agua y provocó un gran susto en Sasha. Aunque aparentemente el muchacho salió ileso del encuentro, horas más tarde comenzó a comportarse distante y pensativo, y luego de escuchar a Rick aceptar la propuesta de Abraham, mientras los otros sobrevivientes celebran su supervivencia y decisión mutua de viajar a Washington D. C., Bob besa a Sasha unas cuantas veces y se despide de ella. Bob deambula fuera de la iglesia solo llorando y queda inconsciente por uno de los pocos sobrevivientes del tiroteo de Terminus. Cuando Bob se despierta, Gareth le dice que todavía no está muerto y los supervivientes de Terminus junto a una fogata. Gareth le explica que nada de lo que le estaba sucediendo era por cuestiones personales ni por venganza, sino que las cosas simplemente se dieron de ese modo. Gareth le dice que a Bob lo que debía comer y entonces Bob observa con horror que le habían amputado una pierna. Gareth comienza a comerse un pedazo de su pierna y le dice que sabía mejor de lo que tenían pensado, mientras que de fondo los otros terminianos se dan un festín con la pierna  a la parrilla de Bob. En el episodio "Four Walls and a Roof", Mientras los terminianos se comían la pierna de Bob, Gareth le otorgaba un discurso sobre su canibalismo y Bob, comienza a llorar y termina riéndose histéricamente, y le informa a Gareth y a los otros sobrevivientes de Terminus que solo consumieron carne contaminada cuando fue mordido por un caminante (en "Strangers"). Mientras los otros miembros comienzan a reaccionar con horror y vómito, Gareth patea a Bob y lo deja inconsciente y sugiere que estarán bien cuando la carne esté cocida. Más tarde, dejan a Bob en el césped de la iglesia del padre Gabriel, donde los otros sobrevivientes lo encuentran. Bob les dice que el lugar donde estaba el grupo de Terminus se parecía a una escuela y Rick, Sasha, Abraham, Tara, Glenn y Maggie salieron a buscar una antigua escuela primaria, mientras que Eugene, Rosita, Tyreese, Bob, Carl y Judith se quedan atrás. Después de que los miembros de Terminus son masacrados, mediante una trampa que les tendio Rick y el grupo, Rick y los demás sobrevivientes se despiden de Bob, ya que él agradece a Rick por llevarlo al grupo y le advierte que la pesadilla terminará, pero no tiene que terminar con quiénes son y con Judith. y ver por sí mismo que el mundo va a cambiar. Bob le habla a Sasha sobre un sueño que tuvo sobre ella antes de morir, luego el muere y una devastada Sasha se niega a traspasarle el cuchillo en su cráneo. Tyreese luego lo apuñala en la cabeza antes de que pueda reanimar. Sasha se quita la chaqueta después de morir y la usa como homenaje a él. En el final de mitad de temporada "Coda", Gabriel se acerca a la escuela secundaria para ver las acciones de Gareth y encuentra la pierna sin comer de Bob en una parrillera, encontrando pruebas de que Gareth era un caníbal. y la tira a la basura con asco. Meses después Morgan Jones siguiendo un rastro de Terminus también encuentra la pierna de Bob.
En el estreno de mitad de temporada "What Happened and What's Going On", cuando Tyreese es mordido por un caminante y está agonizando, Bob junto con Beth, Lizzie y Mika aparecen en sus alucinaciones y trata de consolarlo y asegurarle que sus acciones pasadas fueron lo correcto, ya que Martin y el Gobernador, ambos en su cabeza también, se burlaron de él acerca de cómo sus acciones llevaron al grupo al caos. Antes de que Tyreese muera, ve a Bob, Beth, Lizzie y Mika por última vez diciéndole que todo estará bien, y se une a ellos en la muerte. En el episodio  "Forget", en la Zona Segura de Alexandria, Sasha está luchando por adaptarse a su sociedad normal al escucharlos quejarse de asuntos simples y Sasha experimenta flashbacks de Bob, Beth y Tyreese, lo que hace que ella reaccione de manera brusca ante los demás, ya que ella se atormenta. En el final de la temporada "Conquer", después de que la residencia de Rick en Alexandria se ve amenazada luego de un arrebato hacia Deanna Monroe, recuerda las palabras de Bob sobre encontrar un lugar como era y cómo no podrá. "para vivir en un lugar que solía ser tiene que deja mucho de el en el camino, le será difícil y que estará de vuelta en el mundo real y que las pesadillas siempre concluyen" haciendo que Rick piense que Bob tenía razón y Rick se da cuenta de que él perdió la cordura.

#### Temporada 7
En el episodio estreno de temporada The Day Will Come When You Won't Be,  antes de ver a Negan asesinar brutalmente a Abraham y Glenn, un Rick traumatizado experimenta flashes de memoria de varias personas que ha conocido y perdido desde el brote ocurrido, incluyendo Bob Stookey quien aparece en los flashbacks de Rick.

## Desarrollo y recepción
Se anunció el 26 de abril de 2013 que Lawrence Gilliard Jr. se había unido al reparto en un papel regular como Bob Stookey, un exmédico del Ejército. The announcement explained: "El anuncio explica: "Bob está profundamente obsesionado por su pasado —
en el apocalipsis pre-y-post-zombi. Como resultado, es un poco solitario, aunque mantiene una cara pública encantadora / autocrítica / confiada."